# Friederike Ellmenreich
Friederike Ellmenreich   (Köthen, 24 d'octubre de 1775 - Schwerin, 5 d'abril de 1845) fou una cantant d'òpera (alta), actriu, i escriptora alemanya.
Produí l'admiració en els principals teatres de les capitals europees per la seva bella veu de contralt. Estava casada amb Johann Baptist Ellmenreich (1770-1850) i es retirà de l'escena el 1836. Va escriure algunes obres dramàtiques que publicà reunides el 1845, sent la més notable d'elles la titulada Estudi de les diverses escoles lírica-dramàtiques més de moda a França i Itàlia (Berlín, 1843).